# 粉斑果鸠
（学名：[Ptilinopus perlatus] 错误：{{Lang}}：文本有斜体标记（帮助）），是鸽形目鸠鸽科的一种鸟类。

## 特征
粉斑果鸠体重约210克，翼长约156.8毫米，嘴峰长约24毫米，喙宽度约5.7毫米，喙厚度约5.7毫米，跗蹠长约27.4毫米，尾长约84.2毫米。粉斑果鸠在其分布区内为留鸟，其栖息在半开放的高大的树木组成的森林中，食性为草食性，主要食物来源是水果。

## 亚种
- [P. p. perlatus] 错误：{{Lang}}：文本有斜体标记（帮助）：分布于西巴布亚群岛、新几内亚西北部和雅本岛。
- [P. p. plumbeicollis] 错误：{{Lang}}：文本有斜体标记（帮助）：分布于新几内亚东北部（塞皮克-拉穆盆地东部至休恩湾）。
- [P. p. zonurus] 错误：{{Lang}}：文本有斜体标记（帮助）：分布于阿鲁群岛，南新几内亚和德恩特卡斯特群岛。[4]